# Antonius Plautius
 (janvier 2022).
Si vous disposez d'ouvrages ou d'articles de référence ou si vous connaissez des sites web de qualité traitant du thème abordé ici, merci de compléter l'article en donnant les références utiles à sa vérifiabilité et en les liant à la section « Notes et références ».
Antonius Plautius (fl. 24, d. 24) était un homme politique de l'Empire romain.

## Vie
Il était préteur en 51 av. J.-C..
Il fut le père de Marcus Plautius Silvanus, marié avec une certaine Urgulania qui bénéficie de l'amitié de Livie, la femme de l'empereur Auguste, et le grand-père paternel de Marcus Plautius Silvanus.